# Kaylayla Raine
Kaylayla Raine (* in Vancouver) ist ein kanadischer nichtbinärer Schauspieler und Aktivist.

## Leben
Raine wurde in Vancouver geboren und ist englischer und schottischer Abstammung. Außerdem stammt es vom Stamm der Squamish (S'wx-w'7mesh) ab. Auf Instagram bezeichnet Raine sich mit „they/them“ als nichtbinär. Als Aktivist setzt es sich unter anderem für den Frieden in Palästina und für Rechte transgeschlechtlicher Menschen ein.
2017 debütierte es 2017 im Kurzfilm Fight als Schauspieler. 2019 wirkte es in 6 Episoden der Miniserie Hospital Show in der Rolle der Kaitlin mit. 2020 hatte es eine Episodenrolle in der Fernsehserie Upload inne. Seit 2021 stellt es in der Fernsehserie Resident Alien die Rolle der Jay, Tochter von Asta Twelvetrees, gespielt von Sara Tomko, dar.

## Filmografie (Auswahl)
- 2017: Fight (Kurzfilm)
- 2019: Hospital Show (Miniserie, 6 Episoden)
- 2020: Upload (Fernsehserie, Episode 1x08)
- 2021–2025: Resident Alien (Fernsehserie)